# Andreas Miltiadis
Andreas Miltiadis (Palaichori, 30 augustus 1996) is een Cypriotisch wegwielrenner en mountainbiker die sinds 2025 voor de Thaise wielerploeg Roojai Insurance rijdt.

## Carrière
In 2015 werd Miltiadis nationaal kampioen tijdrijden, door het twintig kilometer lange parcours bijna anderhalve minuut sneller af te leggen dan Andreas Christofi. In 2016 verdedigde hij zijn titel met succes en werd hij op de mountainbike nationaal kampioen crosscountry. Ook nam hij deel aan de crosscountry op de eerste Europese Spelen, waar hij vroegtijdig uit koers werd gehaald.
In 2017 werd Miltiadis voor de derde maal op rij nationaal kampioen tijdrijden. Twee dagen later werd hij, acher Alexandros Agrotis en Constantinos Thymides, derde in de wegwedstrijd. Begin juni won hij de tijdrit op de Spelen van de Kleine Staten van Europa, waar hij zeven seconden sneller was dan de Monegask Victor Langellotti. Eerder was hij op de mountainbike al tweede geworden in de cross-country. Op het wereldkampioenschap eindigde hij op plek 31 in de tijdrit voor beloften, waar winnaar Mikkel Bjerg bijna drieënhalve minuut sneller was.
In 2025 werd Miltiadis voor de elfde maal nationaal kampioen in het tijdrijden. Daarnaast werd hij kampioen op de weg tussen 2019 en 2022 en in 2025.

## Overwinningen
2015
 Cypriotisch kampioen tijdrijden, Elite
 Cypriotisch kampioen tijdrijden, Beloften
2016
 Cypriotisch kampioen tijdrijden, Elite
 Cypriotisch kampioen tijdrijden, Beloften
2017
 Cypriotisch kampioen tijdrijden, Elite
 Tijdrit op de Spelen van de Kleine Staten van Europa
2018
 Cypriotisch kampioen tijdrijden, Elite
2019
 Cypriotisch kampioen tijdrijden, Elite
 Cypriotisch kampioen op de weg, Elite
2020
 Cypriotisch kampioen tijdrijden, Elite
 Cypriotisch kampioen op de weg, Elite
2021
Bergklassement Ronde van Rhodos
 Cypriotisch kampioen tijdrijden, Elite
 Cypriotisch kampioen op de weg, Elite
2022
 Cypriotisch kampioen tijdrijden, Elite
 Cypriotisch kampioen op de weg, Elite
2023
3e etappe Ronde van Rhodos
Bergklassement Ronde van Griekenland
 Cypriotisch kampioen tijdrijden, Elite
2024
 Cypriotisch kampioen tijdrijden, Elite
2025
 Tijdrit op de Spelen van de Kleine Staten van Europa
 Cypriotisch kampioen tijdrijden, Elite
 Cypriotisch kampioen op de weg, Elite

## Resultaten in voornaamste wedstrijden
|      | \| Jaar \| \| WK op de weg \| \| ---- \| \| ------------ \| \| 2023 \| \| opgave \| |              |
| Jaar |                                                                                     | WK op de weg |
| 2023 |                                                                                     | opgave       |

## Ploegen
- 2019 –  Guerciotti-Kiwi Atlántico (CT)
- 2020 –  Gios-Kiwi Atlántico (CT)
- 2021 –  Gios (CT)
- 2022 –  Java-Kiwi Atlántico (CT)
- 2023 –  Kiwi Atlántico-Cabo de Peñas (Club)
- 2024 –  Terengganu Cycling Team (CT)
- 2025 –  Roojai Insurance (CT)